# Ryszard Kwiecień
Ryszard Kwiecień, pseud. K-100 (ur. 22 marca 1930 w Godowie, zm. 19 marca 2003 w Krakowie) – polski artysta plastyk, pedagog Akademii Sztuk Pięknych w Krakowie.
Ukończył krakowską ASP w 1956. Zajmował się malarstwem olejnym, tkaniną artystyczną (kastoplotami) i grafiką. W latach 1981–1986 był docentem kontraktowym na Wydziale Malarstwa ASP w Krakowie, następnie docentem i kierownikiem Pracowni Tkaniny Artystycznej. Brał udział w ponad 150 wystawach w Polsce i za granicą (w tym kilkanaście wystaw indywidualnych), m.in. w Krakowie, Warszawie, Wrocławiu, Poznaniu, Łodzi, Olsztynie, Koszalinie, Rzeszowie, Zakopanem, Kopenhadze, Moskwie, Manchesterze, Newcastle, Pradze, Lozannie, Genewie, Paryżu, Bremie, Londynie, Meksyku. Zdobył nagrodę na Międzynarodowym Triennale Tkaniny w Łodzi (1975), był również laureatem Nagrody Rektora ASP w Warszawie (1985). Jego prace znajdują się w zbiorach muzealnych m.in. w Krakowie (Muzeum Narodowe), Łodzi (Centralne Muzeum Włókiennictwa), Kamiennej Górze (Muzeum Tkactwa Dolnośląskiego), Zakopanem (Muzeum Tatrzańskie), Olsztynie, Koszalinie, Gorzowie Wielkopolskim, Chicago (Muzeum Polskie). Był członkiem Zarządu Głównego Towarzystwa Przyjaciół Sztuk Pięknych.
Niektóre prace:
- malarstwo:
  - Zdarzenie (1967)
  - Tajemnica "L" (1970)
  - Spalony anioł (1974)
  - cykl Materia - Destrukcja - Przestrzeń (1978-1986)
- tkaniny:
  - Kastoplot morski "A.N." (1969)
  - Kastoplot Biskaj (1973)
  - Kastoplot olsztyński (1975)
  - Kastoplot "PM" (1975)